# Andrés Marzo

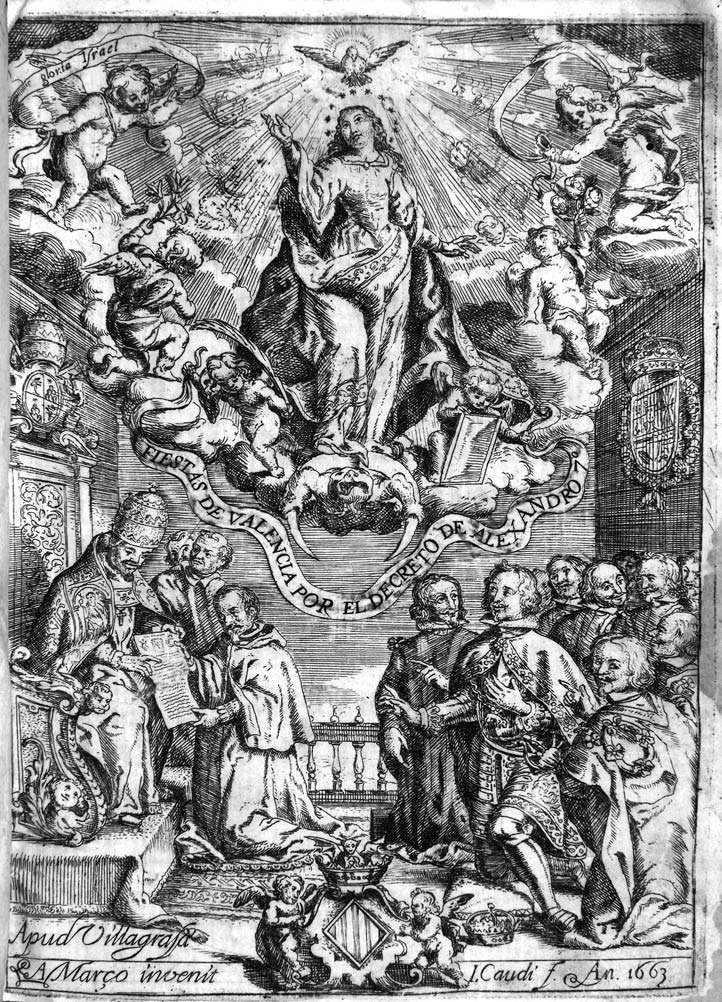
Frontispicio del libro de Juan Bautista Valda, Solenes fiestas, que celebró Valencia, a la Inmaculada Concepción de la Virgen María, Valencia, 1663. Grabado calcográfico, 190 x 130 mm, firmado «Apud Villagrasa/A. Março invenit // J. Caudí f. An. 1663».

Andrés Marzo (¿Calatayud?, c. 1605-Valencia, c. 1671) fue un pintor barroco español activo en Valencia.
Ceán Bermúdez, siguiendo a Orellana, le dice discípulo de Ribalta «según la tradición valenciana», aunque son muchos los años que separan la muerte del maestro de la única obra firmada que, durante mucho tiempo, se ha conocido de Marzo: el dibujo —grabado por José Caudí— para el frontispicio de Solenes fiestas, que celebró Valencia, a la Inmaculada Concepción de la Virgen María, tratado escrito por Juan Bautista Valda e impreso por Jerónimo Villagrasa en Valencia en 1663, con la descripción de las fiestas celebradas el 8 de diciembre de 1661 en honor de la bula Sollicitudo omnium eclesiarum, por la que el papa Alejandro VII aprobaba el culto a la Inmaculada Concepción. En el dibujo, con dos registros nítidamente diferenciados, en el espacio terrenal aparece el papa entregando la bula al embajador de España, Luis Crespí de Borja, en presencia del propio rey Felipe IV y los seis jurados de la ciudad, ocupando la parte celestial la Inmaculada orlada de ángeles niños. La composición, de la que existen dos dibujos preparatorios en el Museo del Prado y en el Museo de Bellas Artes de Valencia, reproducía una estampa anterior y más completa repartida durante las celebraciones festivas.
Orellana citaba como suyos un San Antonio de Padua en la iglesia de Santa Catalina de Valencia, aunque alguna vez se asignó a Ribalta, y otro lienzo del mismo asunto en la parroquia de Santa Cruz, además de un óleo de San Pascual Bailón que perteneció al pintor José Espinós, pero ninguno de ellos se ha conservado. Tampoco se han conservado las pinturas de las capillas de la comunión de las iglesias de San Nicolás (1641) y de Santo Tomás (1658), donde debía pintar según el contrato el nicho del retablo, la historia de Sansón y el Espíritu Santo en lo alto, trabajos documentados por María José López Azorín junto con otras tareas de dorado en iglesias de Valencia y Ruzafa.
Además de ello, y más importante, la documentación de archivo aportada por López Azorín ha permitido establecer la filiación del pintor y llenar algunos huecos de su biografía. Resulta de ello que Andrés Marzo o Março fue hijo de Pedro Março, médico en Calatayud, y de Mariana de la Serna, sobrina del obispo de Albarracín, Vicente Roca de la Serna. Tras enviudar debió de establecerse en Valencia donde en 1612 cobró ciertas cantidades de la herencia del obispo de Albarracín en su nombre y en el de sus hijos Ana María, Margarita y Andrés, como su administradora, por ser todos ellos menores de edad. El 7 de marzo de 1618 Mariana de la Serna contrajo segundas nupcias con Juan Ribalta, lo que otorga credibilidad a lo afirmado por Orellana acerca de la formación de Andrés Marzo en el taller de los Ribalta, como hijastro y heredero de Juan. Desde ese momento Juan Ribalta actuó como procurador de su esposa y, por un documento notarial del 18 de agosto de 1623 en el que actuaba en nombre propio y «como tutor por menor edad de Anna María Março, Margarita Março y Andrea Março», consta que en mayo de ese mismo año había recibido de la justicia de Valencia la tutela de los hijos de Mariana de la Serna y su primer esposo, Pedro Março, aun menores de edad en el momento de firmar el documento.
Juan Ribalta falleció en el 9 de octubre de 1628 dejando como heredera universal de sus bienes y los de su padre Francisco Ribalta, muerto ocho meses antes, a su viuda, Mariana de la Serna, que en 1649 firmó su testamento dejando como heredero a su hijo, Andrés Março, pintor. Otro lazo familiar lo une con José Conca, casado con Margarita Marzo. Él, a su vez, estaba casado con Merina Conca. Se ignora la fecha en que contrajeron matrimonio, pero el 10 de abril de 1655, con residencia en Benigánim, firmó otro protocolo notarial como procurador de Merina Conca, su esposa, y de su sobrino Marcelino Conca, que por dicho documento consta era también pintor como lo era su propio hijo, Blas Março, que más adelante figura registrado como clérigo.

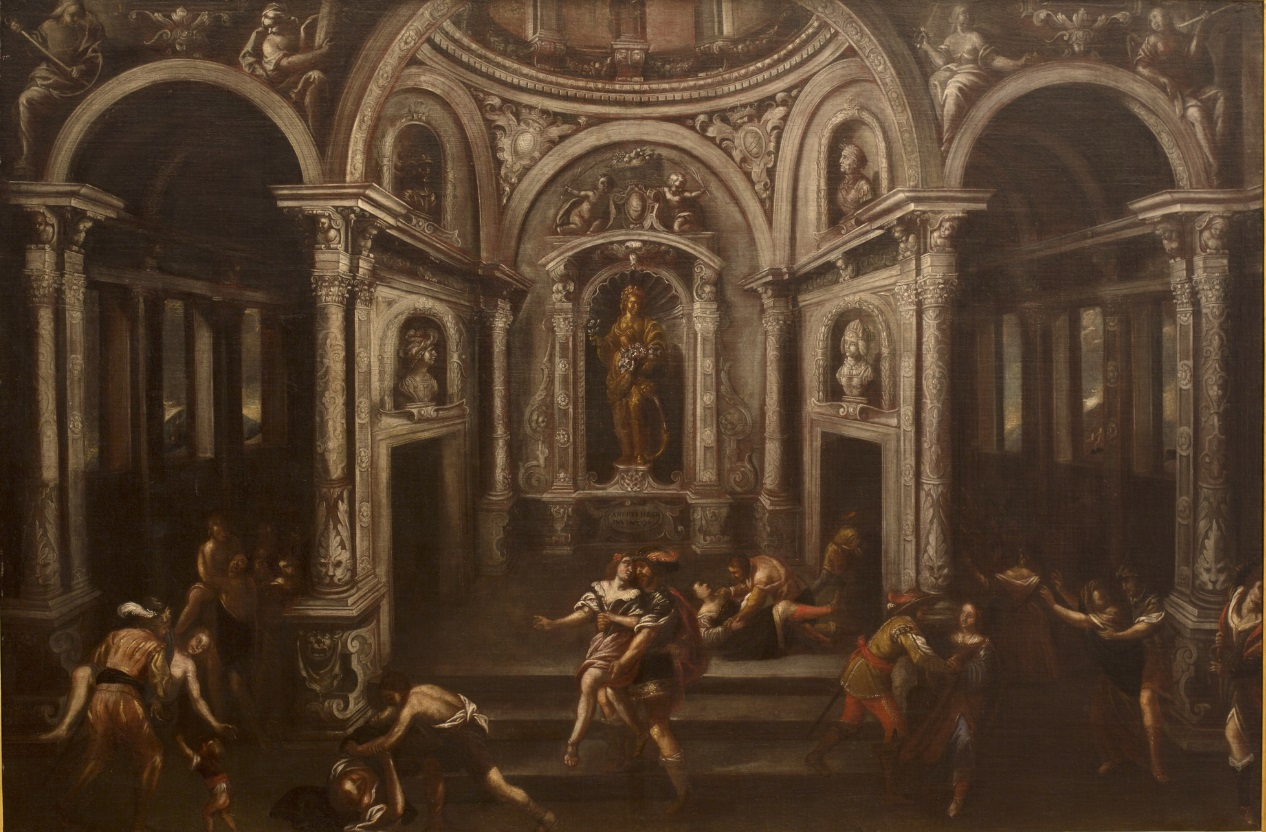
Rapto de la sabinas, óleo sobre lienzo, 123 x 184 cm. Colección particular

La aparición en el comercio de arte en 2019 de dos caprichos arquitectónicos, con los temas del Martirio de san Lorenzo y el Rapto de las sabinas, uno de ellos firmado, y la recuperación en los depósitos del Museo de Bellas Artes de Valencia de un también firmado San Martín que, en antiguos inventarios, se citaba como pareja de un San Jorge perdido, ambos como caballeros, proporcionan las primeras muestras seguras de su pintura al tiempo que abren el punto de vista que sobre ella cabía formarse, pues si el San Martín no parece desmentir la formación ribaltesca en iluminación y tipos humanos, los caprichos arquitectónicos se inscriben en un género con el que no se le había relacionado por las fuentes y dan entrada a nuevas y más avanzadas influencias.